# Euphlyctis
Euphlyctis é um género de anfíbio anuro, pertencente à família Ranidae.

## Espécies
- Euphlyctis cyanophlyctis (Schneider, 1799).
- Euphlyctis ehrenbergii (Peters, 1863).
- Euphlyctis ghoshi (Chanda, 1991).
- Euphlyctis hexadactylus (Lesson, 1834).